# ラケーレ (小惑星)
ラケーレ (674 Rachele) は小惑星帯に位置する大型の小惑星である。1908年10月28日、ヴィルヘルム・ローレンツがハイデルベルクのケーニッヒシュトゥール天文台で発見した。
軌道計算を行ったイタリアの天文学者エミリオ・ビアンキにより、彼の妻にちなんで名づけられた。